# Брей Георгій Васильович
Георгій Васильович (Джордж Уолтер Вільям) Брей (англ. George Walter Bray 4 липня 1880, Санкт-Петербург, Російська імперія — 1 вересня 1954, Лондон) — російський і британський спортивний діяч. Шестиразовий чемпіон Росії з лаун-тенісу в одиночному і парному розряді, багаторазовий чемпіон Санкт-Петербурга і Москви з лаун-тенісу, голова спортклубу Російсько-Азійського банку (в 1909—1911 роках) і віце-президент Англо-російського спортивного клубу (Лондон, 1930-і роки). Член Зали російської тенісної слави з 2004 року.

## Біографія
Джордж Уолтер (Георгій Васильович) Брей народився в 1880 році в Санкт-Петербурзі в родині Вільяма Генрі Брея, вихідця з Норвуда (Велика Британія). Закінчив Санкт-Петербурзьке комерційне училище. Займався банківською справою, зокрема, служив в Російсько-Азіатському банку і Російсько-Англійському банку в Санкт-Петербурзі, в останньому займаючи пости віце-президента і директора .
Георгій Брей став одним з піонерів лаун-тенісу в Росії. Він був членом Крестовського лаун-тенісного клубу — провідного клубу в цьому виді спорту в Російській імперії (де займав посаду казначея), а в 1909—1911 роках очолював Спортклуб Російсько-Азіатського банку; також входив до комітету Російської лаун-тенісної федерації. У 1902—1914 роках 14 разів вигравав чемпіонат Москви з лаун-тенісу (в тому числі 8 раз в одиночному і 5 раз в парному розряді), в 1904—1911 роках 12 разів ставав чемпіоном Санкт-Петербурга (4 рази в одиночному і 8 разів в парному розряді). З 1902 по 1908 роки сім разів вигравав першість Московського товариства любителів лаун-тенісу в одиночному розряді. У 1903 році став учасником першого міжнародного лаун-тенісного турніру в Росії і першим російським тенісистом (поряд з Амвросієм Петрококіно), який взяв участь в лаун-тенісному турнірі за кордоном (в Стокгольмі). Учасник першого лаун-тенісного матчу Санкт-Петербург-Москва.
У 1907 році Георгій Брей виграв перші Всеросійські змагання в лаун-теніс в одиночному розряді. Він вдруге завоював чемпіонський титул в одиночному розряді в 1909 році, причому обидва рази йому протистояв у фіналі його брат Володимир (той, хто програв також фінал 1908 року Льву Урусову). У 1911 році Георгій Брей втретє пройшов до фіналу Всеросійських змагань, але поступився в чотирьох сетах Михайлу Сумарокову-Ельстону. Разом Георгій і Володимир Бреї також чотири рази (з 1908 по 1911 рік) ставали чемпіонами Росії в парному розряді.
У 1922 році Георгій Брей покинув Радянську Росію, перебравшись до Лондона, і став натуралізованим підданим Британської імперії в 1927 році . У 1930-і роки він займав пост віце-президента Англо-російського спортивного клубу в Лондоні . У 1934 році овдовів; від шлюбу з Еліс Огаста Брей у нього був єдиний син Реджинальд де Брей (1912—1993), який став відомим філологом-славістом, професором британських і австралійських університетів. Джордж Уолтер Брей помер в Південному Кенсінгтоні (Лондон) в 1954 році і був похований на Уест-Норвудском кладовищі . У 2004 році його ім'я було включено до списків Зали російської тенісної слави.